# Northeast Aitkin, Minnesota
Xã Northeast Aitkin (tiếng Anh: Northeast Aitkin Township) là một xã thuộc quận Aitkin, tiểu bang Minnesota, Hoa Kỳ. Năm 2010, dân số của xã này là 11 người.